# Черкаси (Стерлітамацький район)
Черка́си (рос. Черкассы, башк. Черкассы) — присілок у складі Стерлітамацького району Башкортостану, Росія. Входить до складу Красноярської сільської ради.
Населення — 1 особа (2010; 1 в 2002).
Національний склад:
- чуваші — 100%